# MCMXC a.D.
MCMXC a.D. (1990 em Números romanos seguindo de uma abreviação aparentemente incorreta do "Anno Domini") é um álbum conceitual criado pelo projeto musical Enigma e liderado por Michael Cretu. Foi seu álbum de estréia e um dos mais influenciados de sempre produzido no gênero New Age. A popularidade do projeto cresceu rapidamente, ultrapassando as expectativas de Cretu após seu lançamento, na qual chegou na posição número 1 nos prontuários de 41 países.
Quatro singles foram extraídos a partir deste álbum: "Sadeness (Part I)", "Principles of Lust", "Mea Culpa (Part II)" and "The Rivers of Belief". "Sadeness" e "MCMXC a.D." tornaram-se o número 1 na Inglaterra, nas categorias single e álbum respectivamente. No mercado dos estadunidenses "Sadeness (Part I)" atingiu o quinto lugar na Billboard Hot 100 e "MCMXC a.D." obteve o sexto lugar na Billboard 200, permanecendo nas tabelas num total de 282 semanas.
MCMXC a.D. foi um dos primeiros álbuns gravados num disco rígido para depois ser atualizado por Cretu para a A.R.T. Studio.

## Tema
O principal tema deste álbum pode ser interpretado como uma luta que se enfrenta na vida, entre religião e sexualidade. A principal música do álbum ("Sadeness (Part I)") questiona as crenças pessoais do Marquês de Sade, que teve uma afeição tanto para com a tortura quanto para o prazer. Outros temas que aparecem no álbum são baseados na fé cristã e no fim do mundo do "Livro do Apocalipse".

## Visão geral

### Primeiro movimento
O álbum inicia com agradáveis sons de uma sirene de barco, o que mais tarde seria conhecido como as "Trombetas do Enigma", juntamente com a voz de Louisa Stanley, que naquela época era executiva na Virgin Records, falando em "The Voice of Enigma". O canto gregoriano "Procedamus in pace!" (O que em livre tradução significa "Continuamos em paz!") introduz o primeiro movimento, dividido em três partes, que compõem "The Principles of Lust" ("Os princípios da luxúria"). A primeira parte, "Sadeness", recebe uma maior atenção, pois seu estilo mistura o canto gregoriano com batidas de dança, uma mistura que nunca havia sido feita anteriormente, fazendo assim uma estréia do gênero. Triângulos e flautas de shakuhachi acrescentadas aos vocais franceses e aos suspiros da esposa de Michael, Sandra. A canção termina em "Find Love", no qual Sandra instrui os ouvintes para seguirem suas luxúrias. Os cantos que iniciam "Sadeness (reprise)" são revertidos e continuam com uma curta divisão do piano, utilizando as mesmas melodias da flauta shakuhachi de anteriormente. A fluta retorna gradualmente como cantos de "Hosanna" levando para o fim do movimento.

## Impacto do álbum
Há controvérsias em torno das músicas do álbum por serem tanto religiosas quanto sexuais, particularmente nos três primeiros singles. O vídeo clipe de "Principles of Lust" foi banido da MTV e das maiorias das estações de TV, que também foram dispostos a descartar os vídeos de "Sadeness (Part 1)". O álbum em si foi banido em diversos países pela mesma razão[carece de fontes?], enquanto os críticos taxavam as músicas do álbum como blasfêmia. No entanto, a popularidade do álbum disparou até o número um em pelo menos 24 diferentes países em que foi lançado, alcançando o disco de ouro e de platina.
O sucesso de MCMXC a.D influenciou os trabalhos de B-Tribe (Fiesta Fatal!), Delerium (Semancic Spaces) e também de Sarah Brightman (Eden). O álbum também foi um trampolim para novos grupos musicais inspirados no canto gregoriano em suas músicas, como por exemplo Era e Gregorian, na qual foi fundado por Frank Peterson após o seu desvinculo com Michael Cretu.

## Versões de lançamento

### Álbum original
1. "The Voice of Enigma" (Curly M.C.) – 2:21
2. "Principles of Lust" – 11:43
A. "Sadeness" (Curly, F. Gregorian, David Fairstein)
B. "Find Love" (Curly)
C. "Sadeness (reprise)" (Curly, Gregorian, Fairstein)
3. "Callas Went Away" (Curly) – 4:27
4. "Mea Culpa" (Curly, Fairstein) – 5:03
5. "The Voice & The Snake" (Curly, Gregorian) – 1:39
6. "Knocking on Forbidden Doors" (Curly) – 4:31
7. "Back to the Rivers of Belief" – 10:32
A. "Way to Eternity" (Curly)
B. "Hallelujah" (Curly)
C. "The Rivers of Belief" (Curly, Fairstein)

### MCMXC a.D. - The Limited Edition
(Lançado em novembro de 1991, na qual inclui os sons do álbum original mais quatro remixes.)
8. "Sadeness (Meditation)" (Curly, Gregorian, Fairstein) – 2:43
9. "Mea Culpa (Fading Shades)" (Curly, Fairstein) – 6:04
10. "Principles of Lust (Everlasting Lust)" (Curly) – 4:50
11. "The Rivers of Belief (The Returning Silence)" (Curly, Fairstein) – 7:04

### MCMXC a.D.com disco bônus
(Lançado em novembro de 1999, inclui o relançamento do álbum original e seis remixes de dois sons do álbum num disco separado.)
1. "Sadeness - Part I (Meditation Mix)" (Curly, Fairstein) – 3:00
2. "Sadeness - Part I (Extended Trance Mix)" (Curly, Fairstein) – 5:01
3. "Sadeness - Part I (Violent U.S. Remix)" (Curly, Fairstein) – 5:03
4. "Mea Culpa - Part II (Fading Shades Mix)" (Curly, Fairstein) – 6:13
5. "Mea Culpa - Part II (Orthodox Version)" (Curly, Fairstein) – 4:00
6. "Mea Culpa - Part II (Catholic Version)" (Curly, Fairstein) – 3:55

## Singles(solos)
- 1990 – "Sadeness (Part I)" (Virgin Schallplatten GmbH)
- 1991 – "Mea Culpa (Part II)" (Virgin Records)
- 1991 – "Principles of Lust" (Virgin Schallplatten GmbH)
- 1991 – "The Rivers of Belief" (Virgin Records)

## Créditos
- Michael Cretu (creditado como Curly M.C.) – produtor de som, vocais
- Sandra Cretu – vocais
- David Fairstein – Letras
- Louisa Stanley – Vozes
- Frank Peterson (creditado como F. Gregorian) – samples

## Gráficos(charts)
O álbum chegou ao número 1 em 9 países.
Não se sabe quanto foram vendidos ao total no mundo, mas uma estimativa chega a 20 milhões de cópias. As informações oficiais para 1993 são de 12 milhões, e para 1994 são de 14 milhões de cópias.

### Certificações
| País                            | Ponto Máximo | Certificação | Vendas     |
| ------------------------------- | ------------ | ------------ | ---------- |
| Austrália *                     | 1            | 3x Platina   | 210.000    |
| Brasil                          | 1            | Ouro         | 100.000    |
| Canadá *                        | 1            | 2x Platina   | 200.000    |
| França *                        | 1            | 2x Platina   | 700.000    |
| Alemanha                        | 2            | 2x Platina   | 1.000.000  |
| Itália                          | 3            | 2x Platina   | 200.000    |
| Malásia *                       | 1            | 4x Platina   | 100.000    |
| México *                        | 1            | 4x Platina   | 400.000    |
| Espanha *                       | 1            | 2x Platina   | 200.000    |
| Coreia do Sul *                 | 1            | 4x Platina   | 400.000    |
| Taiwan *                        | 1            | 4x Platina   | 200.000    |
| Reino Unido (UK) *              | 1            | 3x Platina   | 900.000    |
| Estados Unidos da América (USA) | 6            | 4x Platina   | 4.000.000  |
| Mundialmente                    |              | 10x Platina  | 20.000.000 |

* Fonte de informação: Billboard Data: 30 de novembro de 1996
1 O álbum permaneceu 184 semanas (mais de 3 anos) no Uk Top 75 Albums Chart.
² O álbum permaneceu 282 semanas (mais de 5 anos) na Billboard Top 200 Albums Chart.
| U.K. Top 75 Albums | U.K. Top 75 Albums | U.K. Top 75 Albums | U.K. Top 75 Albums | U.K. Top 75 Albums | U.K. Top 75 Albums | U.K. Top 75 Albums | U.K. Top 75 Albums | U.K. Top 75 Albums | U.K. Top 75 Albums | U.K. Top 75 Albums |    |    |    |    |    |    |    |    |    |    |    |    |    |    |    |    |    |    |    |
| Semana             | 01                 | 02                 | 03                 | 04                 | 05                 | 06                 | 07                 | 08                 | 09                 | 10                 | 11 | 12 | 13 | 14 | 15 | 16 | 17 | 18 | 19 | 20 | 21 | 22 | 23 | 24 | 25 | 26 | 27 | 28 | 29 |
| ------------------ | ------------------ | ------------------ | ------------------ | ------------------ | ------------------ | ------------------ | ------------------ | ------------------ | ------------------ | ------------------ | -- | -- | -- | -- | -- | -- | -- | -- | -- | -- | -- | -- | -- | -- | -- | -- | -- | -- | -- |
| Posição            | 10                 | 3                  | 1                  | 3                  | 2                  | 7                  | 10                 | 21                 | 19                 | 28                 | 30 | 30 | 30 | 34 | 37 | 36 | 39 | 44 | 44 | 48 | 56 | 58 | 71 | 61 | 70 | 73 | 62 | 65 | 57 |
| semana             | 30                 | 31                 | 32                 | 33                 | 34                 | 35                 | 36                 | 37                 | 38                 | 39                 | 40 | 41 | 42 | 43 | 44 | 45 | 46 | 47 | 48 | 49 | 50 | 51 | 52 | 53 | 54 | 55 | 56 | 57 | 58 |
| posição            | 71                 | 61                 | 69                 | 70                 | 73                 | 62                 | 65                 | 57                 | 45                 | 37                 | 50 | 60 | 60 | 59 | 70 | 75 | 64 | 64 | 67 | 75 | 71 | 68 | 53 | 42 | 44 | 45 | 45 | 49 | 62 |
| semana             | 59                 | 60                 | 61                 | 62                 | 63                 | 64                 | 65                 | 66                 | 67                 | 68                 | 69 | 70 | 71 | 72 | 73 | 74 | 75 | 76 | 77 | 78 | 79 | 80 | 81 | 82 | 83 | 84 | 85 | 86 | 87 |
| Posição            | 65                 | 75                 | 74                 | 75                 | 47                 | 45                 | 38                 | 56                 | 51                 | 47                 | 39 | 48 | 48 | 51 | 71 | 72 | 71 | 74 | 74 | 74 | 70 | 71 | 47 | 47 | 66 | 46 | 63 | 73 | 72 |

Singles - Billboard (América do Norte)
| Ano  | Single              | Tabela                             | Posição       |
| ---- | ------------------- | ---------------------------------- | ------------- |
| 1991 | "Sadeness (Part I)" | The Billboard Hot 100              | 5             |
| 1991 | "Sadeness (Part I)" | Modern Rock Tracks                 | 5             |
| 1991 | "Sadeness (Part I)" | Hot R&B/Hip-Hop Singles & Tracks   | 65            |
| 1991 | "Sadeness (Part I)" | Hot Dance Music/Club Play          | 1 (4 semanas) |
| 1991 | "Sadeness (Part I)" | Hot Dance Music/Maxi-Singles Sales | 1 (3 semanas) |